# Токійська агломерація
Токійська агломерація (або Великий Токіо яп. 首都圏) — найнаселеніший столичний регіон у світі, що складається з регіону Канто в Японії (включаючи метрополію Токіо і префектури Тіба, Ґумма, Ібаракі, Канаґава, Сайтама і Тотіґі), а також префектури Яманасі сусіднього регіону Тюбу. В японській мові його називають різними термінами, один з найпоширеніших — Столичний регіон (яп. 首都圏).
Станом на 2016 рік, за оцінками Організації Об'єднаних Націй, загальна кількість населення становила 38 140 000 осіб. Місто займає площу приблизно 13 500 км2, що дає йому густоту населення 2 642 особи/км2. Це другий за величиною окремий столичний район у світі за площею забудованих або міських функцій земель — 8 547 км2, поступаючись лише Нью-йоркській агломерації — 11 642 км2.

## Населення

Населення префектур Південного Канто (Токіо, Канагава, Тіба, Сайтама)

## Міста

### Міста в межах Великого Токіо

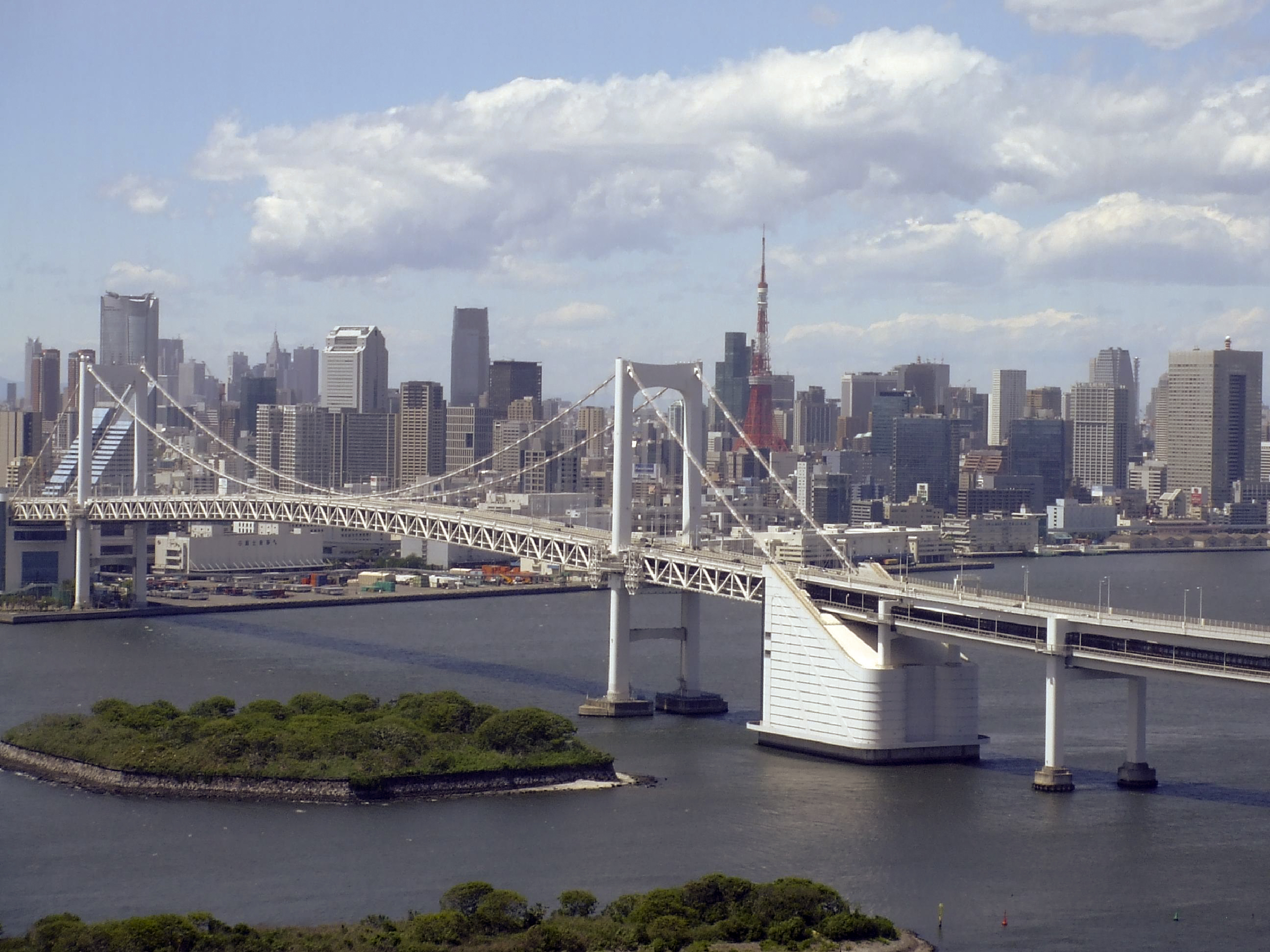
Особливі райони Токіо

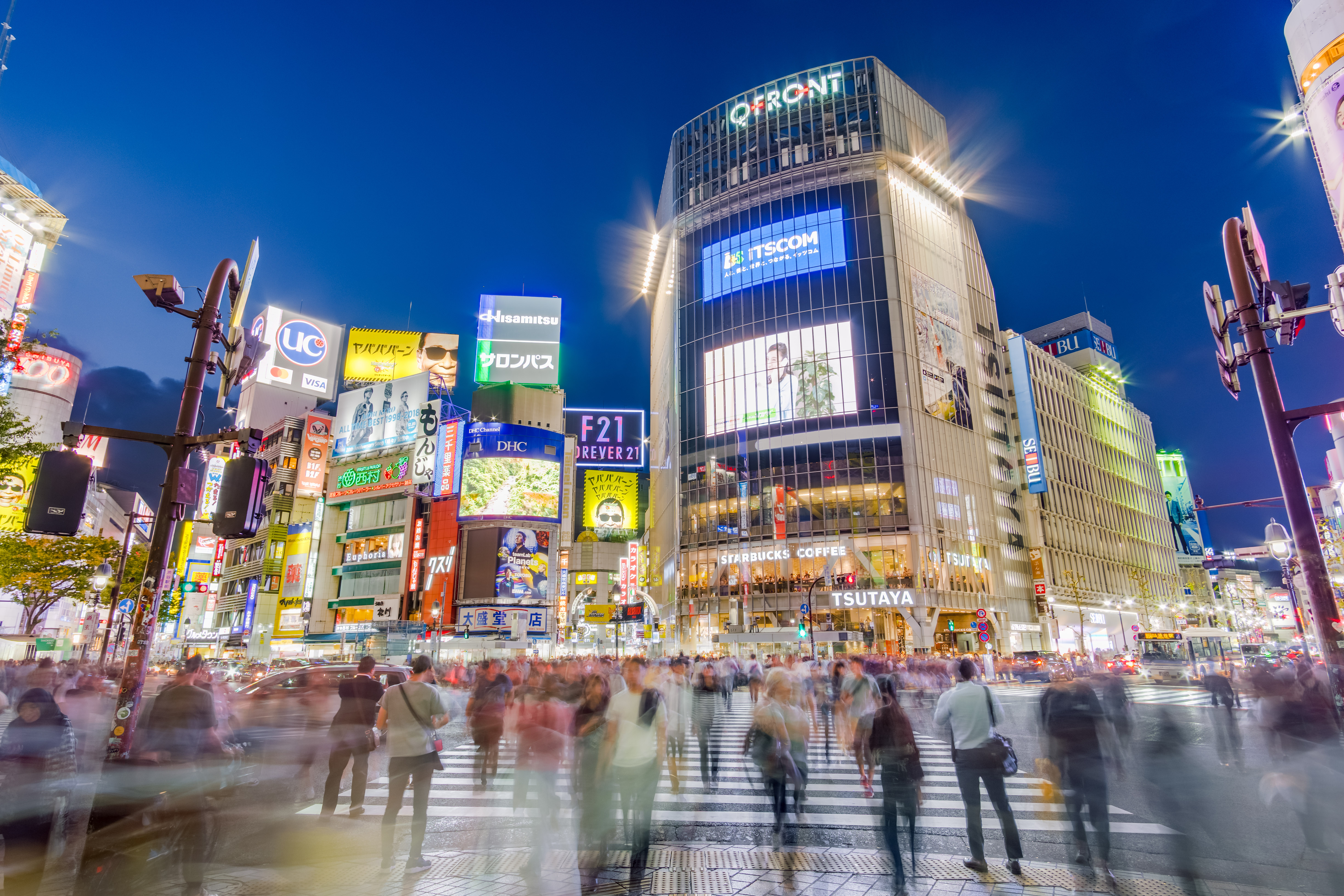
Шібуя

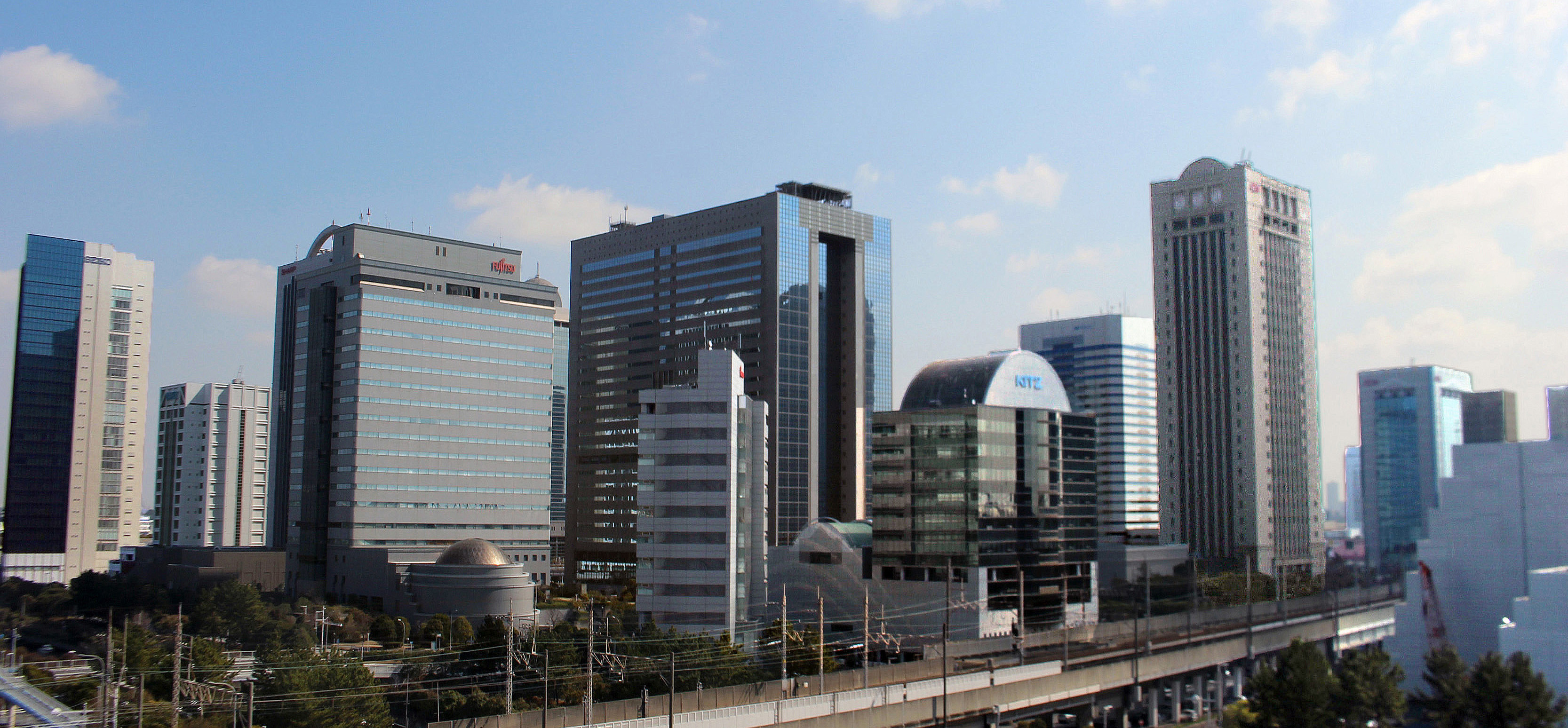
Тіба

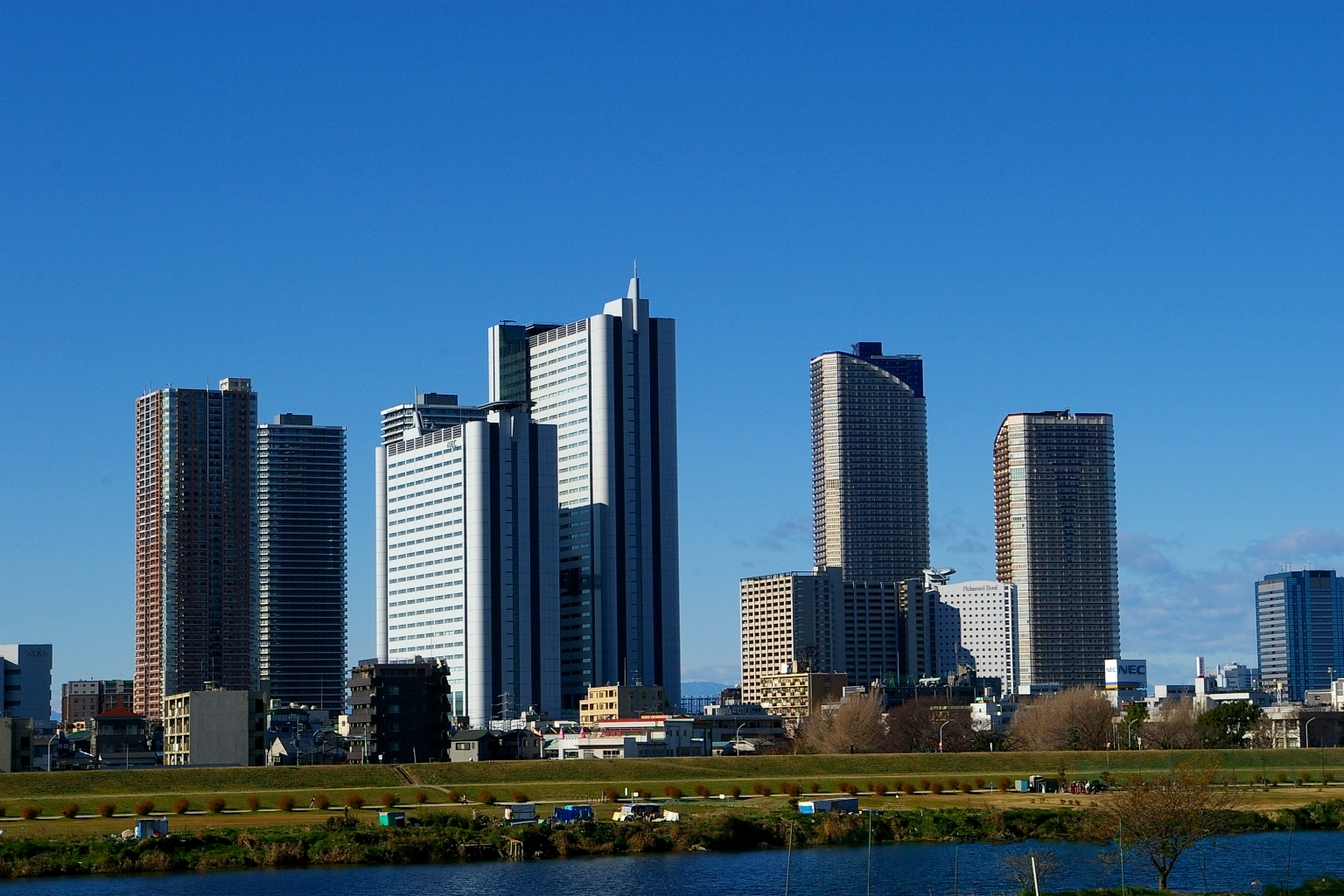
Кавасакі

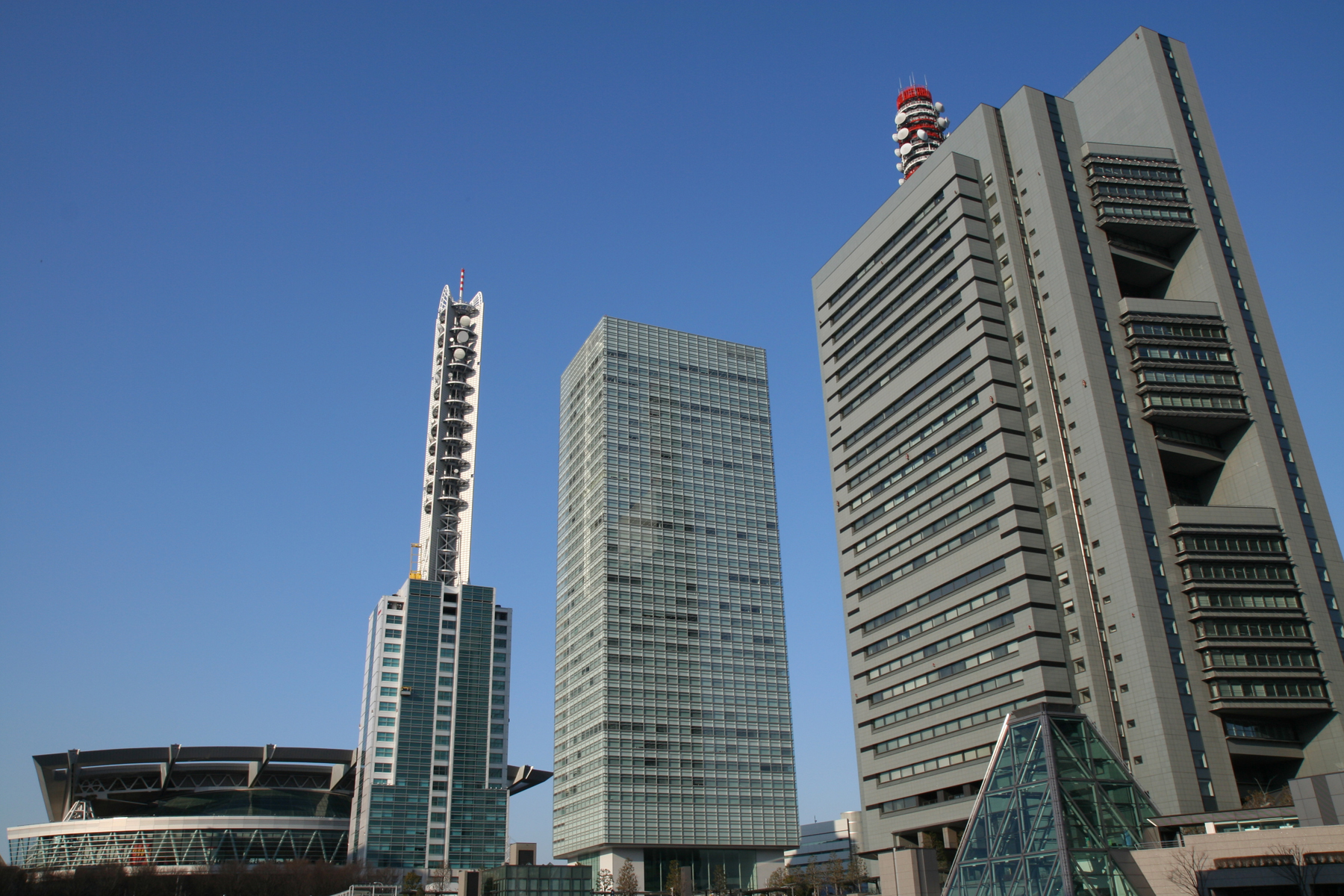
Сайтама

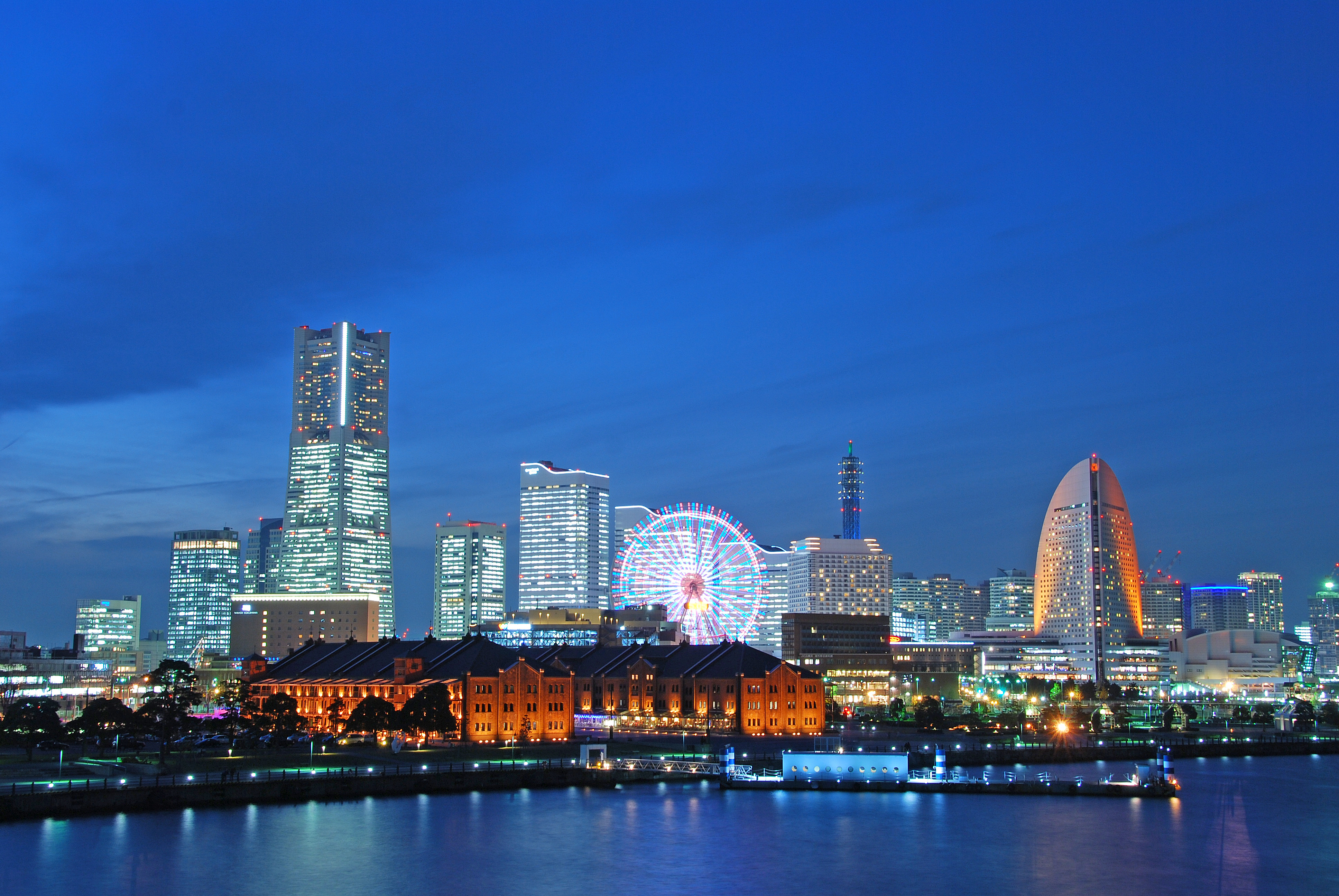
Йокогама

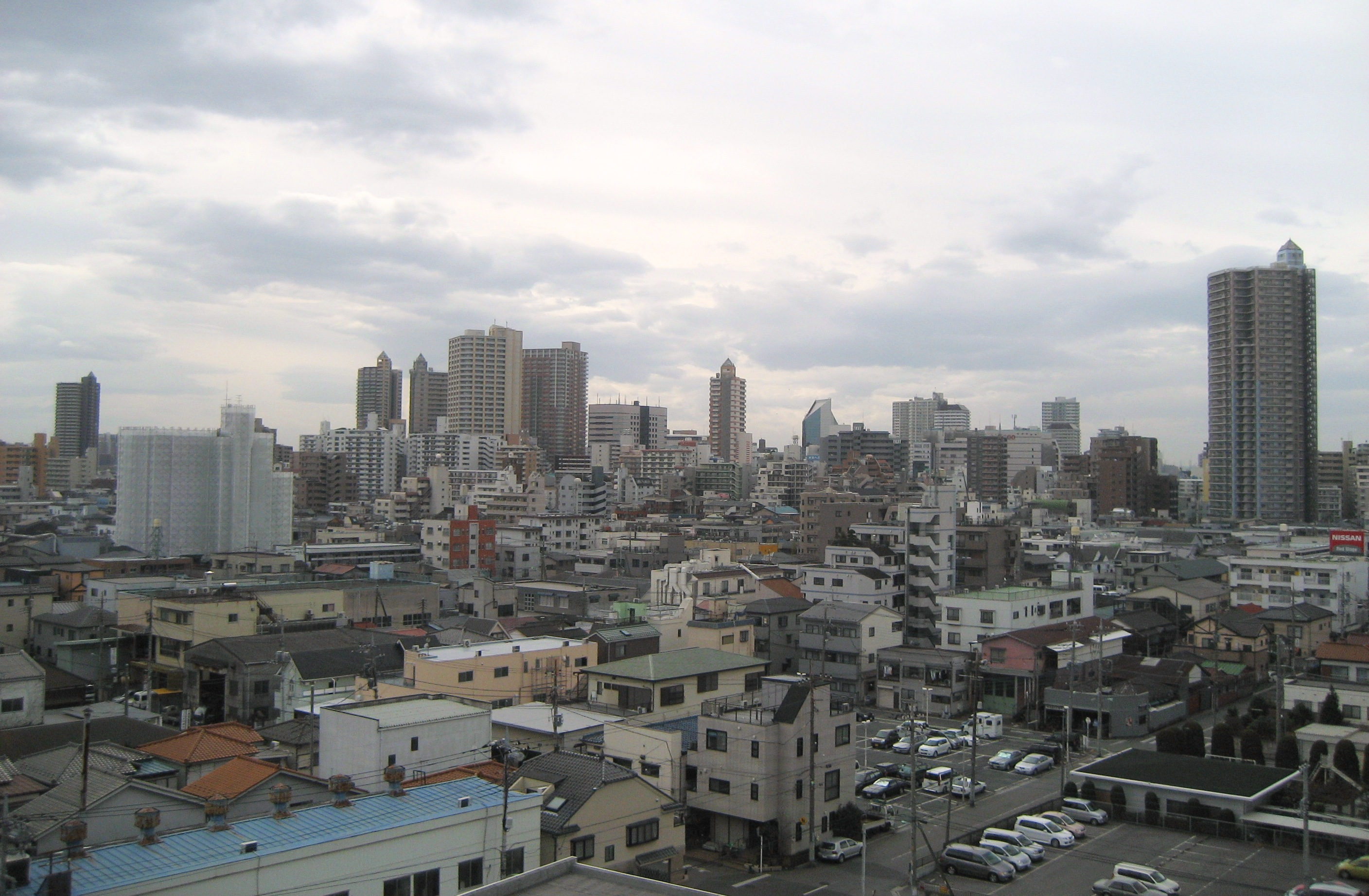
Каваґуті

(чисельність населення вказана для міст з населенням понад 300 000)
| - Акіруно - Акісіма - Тьофу - Футю - Фусса - Хатіодзі (населення 540 000) - Хамура - Хіґасі-Куруме - Хіґасі-Мураяма | - Хіґасі-Ямато - Хіно - Інаґі - Кійосе - Кодайра - Коґаней - Кокубундзі - Комае - Кунітаті | - Матіда (населення понад 410 000) - Мітака - Мусасі-Мураяма - Мусасіно - Нісі-Токьо - Оме - Татікава - Тама |

### Міста за межами Великого Токіо
Основними містами Великого Токіо за межами Токійської метрополії є:
- Тіба (населення 940 000)
- Кавасакі (населення 1,36 млн)
- Саґаміхара (населення 730 000)
- Сайтама (населення 1,19 млн)
- Йокогама (населення 3,62 млн)

| - Абіко - Агео - Асахі - Асака - Ацуґі - Аясе - Тітібу - Тіґасакі - Тьосі - Ебіна - Фудзімі - Фудзіміно - Фудзісава (населення 416 000) - Фукая - Фунабасі (населення 580 000) - Фуццу - Гьода - Hadano - Ханно - Hanyū - Хасуда - Хідака - Хіґасі-Мацуяма - Хірацука - Хондзьо - Ітіхара - Ітікава (населення 470 000) - Індзай - Ірума - Ісехара | - Камагая - Камакура - Камоґава - Касіва (населення 380 000) - Касукабе - Кацуура - Каваґое (населення 330 000) - Каваґуті (населення 500 000) - Кадзо - Кіміцу - Кісарадзу - Кітамото - Косіґая (населення 318 000) - Коносу - Кукі - Кумаґая - Мацудо (населення 480 000) - Мінамі-Асіґара - Місато - Міура - Мобара - Наґареяма - Нарасіно - Наріта - Ніїдза - Нода - Оамі-Сірасато - Одавара - Okegawa | - Сакадо - Сакура - Сатте - Савара - Саяма - Сікі - Сіраока - Сірой - Содеґаура - Сока - Татеяма - Тода - Тоґане - Токородзава (населення 338 000) - Томісато - Цуруґасіма - Ураясу - Вако - Варабі - Ятімата - Ятійо - Ямато - Ясіо - Йокайтіба - Йокосука (населення 420 000) - Йосікава - Йоцукайдо - Дзама - Дзусі |